# ألعاب القوى في الألعاب الأولمبية الصيفية 2020 – سباق 800 متر للسيدات

أبرز الفيديوهات الرسمية

الحدث النسائي لسباق 800 متر في الألعاب الأولمبية الصيفية 2020 أقيم في الفترة من 30 يوليو إلى 3 أغسطس 2021 في ملعب اليابان الوطني. تنافس 46 رياضيًا من 29 دولة. فازت الأمريكية أثينغ مو البالغة من العمر 19 عامًا بالميدالية الذهبية. ذهبت الميدالية الفضية إلى كيلي هودجكينسون من بريطانيا العظمى، وذهبت الميدالية البرونزية إلى زميلة مو الأمريكية رايفين روجرز.

ميدالية مو الذهبية هي الأولى للولايات المتحدة في هذا الحدث منذ 1968. 

## الملخص
أسرع مؤهل في الدور نصف النهائي كان الأمريكية المعجزة البالغة من العمر 19 عامًا أثير مو، مع حصول البريطانية ألكساندرا بيل على إحدى المراكز المؤهلة بالزمن خلفها. فازت بريطانية معجزة أخرى تبلغ من العمر 19 عامًا، بطلة أوروبا الداخلية لمسافة 800 متر والمبتدئة الكبار كيلي هودجكينسون، في الدور نصف النهائي الثالث، مما أدى إلى حصول الأمريكية البالغة من العمر 25 عامًا ريفين روجرز على أبطأ زمن مؤهل 1:59.28. ضمت النهائي نجمة شابة ثالثة من بريطانيا العظمى التي حققت انطلاقة دولية في موسم 2020 المليء بكوفيد كبطلة أوروبا تحت 23 عامًا لعام 2019 في المسافات المتوسطة، جيما ريكي البالغة من العمر 23 عامًا. أكبر اسم تم إقصاؤه قبل النهائي هو الأمريكية الثالثة، إيجي ويلسون التي حصلت مرتين على برونزية بطولة العالم، في 2017 و2019، خلف رياضيات لم يعد مسموحًا لهن بالمشاركة بسبب مستويات التستوستيرون العالية الطبيعية. وشاركت وانغ شونيو من الصين، ونتويا غول من جامايكا، وهابيتم أليمو من إثيوبيا في إكمال النهائي.
بينما لم يواجهها سوى القليل خارج الولايات المتحدة الأمريكية، فإن سمعة مو كمتصدرة من موسم NCAA كانت تسبقها. عند الخروج من المنعطف، كانت مو هي القائدة. الفائزة بالنصف النهائي الأول ناتويغا جول وهابيتام أليمو تبعوا خلفها تاركين مو تحدد الوتيرة. بدلاً من تدميرهم، ركضت مو أول 400 متر بصورة محكمة، معتمدة على سرعتها النهائية، مع بقاء المجموعة متقاربة كما أكملت اللفة الأولى في 57.82. فقط روجرز كانت على بعد خطوات قليلة من خلف المجموعة. على مدى المائة متر التالية، تسارعت مو وتحوّلت المجموعة إلى خط واحد. عندما مروا بـ 200 متر للانطلاق، شقت جيما ريكي طريقها متجاوزة أليمو وجول من الداخل لتقود مطاردة مو. انضمت هودجكينسون إلى الجزء الخلفي من المجموعة الرباعية التي انفصلت عن مجموعة خلف مو ببضعة أمتار. عبر المنعطف، وسعت مو الفارق بينما تابعت هودجكينسون ريكي داخل أليمو وجول، ثم انتقلت إلى الخارج للحصول على مساحة للركض. كانت روجرز تسبق فقط واحداً قبل الأخير عند الخروج من المنعطف بينما كانت مو تبتعد عن ريكي. كانت هودجكينسون الوحيدة المتبقية للمطاردة، محافظةً على مسافة بينها وبين مو ولكنها لم تتمكن من التقدم. كان لدى مو خمسة أمتار تفصلها عن هودجكينسون عند النهاية، والتي كان لديها عدة أمتار أيضاً على اللاعبين المتنافسين على البرونزية. خلف المتصدرتين الواضحتين، انتقلت روجرز إلى المسار 4 وانطلقت متجاوزة الجميع لتحرز البرونزية عند الخط من ريكي اليائسة التي كانت تصارع للحفاظ على شكلها في الثلاثين متر الأخيرة.
مو حققت زمن 1:55.21، كان الرقم 11 على القائمة العالمية على مر العصور والرابع الأسرع في هذا القرن (والسادس الأسرع منذ تحديد الرقم القياسي العالمي في عام 1983). كما حطمت الرقم القياسي للولايات المتحدة الذي استمر 4 سنوات الرقم القياسي للولايات المتحدة [الإنجليزية]. حطمت هودجكينسون الرقم القياسي الوطني البريطاني الذي استمر 26 عامًا الرقم القياسي الوطني البريطاني [الإنجليزية] للبطلة الأولمبية المزدوجة ومواطنتها كيلي هولمز – حقق كلا العداءتين أرقامًا قياسية قارية للشباب. بعد السباق، توقع المعلقون أن التنافس المتنامي بين مو وهودجكينسون يمكن أن يكون محددًا لسباق 800 متر للسيدات خلال العقد القادم. كدليل على ذلك، في نهاية الموسم، بينما أخذت مو استراحة مستحقة، فازت هودجكينسون بأول لقب عالمي لها، حيث أصبحت بطلة دوري الألماس لعام 2021 في سباق 800 متر في زيوريخ. جمع التنافس الناشئ زخمًا في الموسم التالي حيث هزمت مو مرة أخرى هودجكينسون في السباق 1–2 لـ اللقب العالمي ، ولكن هذه المرة بفارق بوصات قليلة.

## خلفية
كانت هذه المرة ال17 التي يُقام فيها الحدث. أُقيم سباق 800 متر للسيدات لأول مرة في عام 1928، لكن الفكرة بأن المسافة كانت كبيرة جدًا على النساء دفعت اللجنة الأولمبية الدولية إلى إسقاطها من البرنامج الأولمبي. تمت إعادة تقديمه في عام 1960.

## التأهيل
A لجنة أولمبية وطنية (NOC) يمكن أن تدخل ما يصل إلى 3 رياضيات مؤهلات في فعالية 800 متر للسيدات إذا كانت جميع الرياضيات يلبين المعيار المحدد أو يتأهلن من خلال التصنيف خلال فترة التأهيل. (حد 3 رياضيات كان موجودًا منذ مؤتمر الألعاب الأولمبية لعام 1930.) المعيار التأهيلي هو 1:59.50. تم تحديد هذا المعيار "لهدف وحيد وهو تأهيل الرياضيين ذوي الأداء الاستثنائي الذين لا يمكنهم التأهل من خلال طريق التصنيف العالمي للاتحاد الدولي لألعاب القوى (IAAF)". سيتم بعد ذلك استخدام التصنيف العالمي، المستند إلى متوسط أفضل خمسة نتائج للرياضية على مدى فترة التأهيل ومقوم بأهمية اللقاء، لتأهيل الرياضيين حتى يتم الوصول إلى السقف المقرر وهو 48.
تم تعديل فترة التأهيل في الأصل من 1 مايو 2019 إلى 29 يونيو 2020. بسبب جائحة فيروس كورونا، تم تعليق الفترة من 6 أبريل 2020 إلى 30 نوفمبر 2020، مع تمديد تاريخ الانتهاء إلى 29 يونيو 2021. كما تم تغيير تاريخ بدء فترة التصنيف العالمي من 1 مايو 2019 إلى 30 يونيو 2020؛ الرياضيون الذين حققوا معيار التأهيل خلال ذلك الوقت ما زالوا مؤهلين، ولكن أولئك الذين يعتمدون على التصنيف العالمي لن يتمكنوا من حساب الأداءات خلال تلك الفترة. يمكن الحصول على معايير الأوقات التأهيلية في مختلف اللقاءات خلال الفترة المعطاة والمعتمدة من قبل الاتحاد الدولي لألعاب القوى. كانت اللقاءات الداخلية والخارجية مؤهلة للتأهيل. يمكن احتساب أحدث بطولات المناطق في التصنيف، حتى لو لم تكن خلال فترة التأهيل.
يمكن للجان الأولمبية الوطنية أيضًا استخدام مكانها الشامل - يمكن لكل لجنة أولمبية وطنية إدخال رياضية واحدة بغض النظر عن الزمن إذا لم يكن لديها رياضية تلتقي بالمعيار الدخول لحدث ألعاب القوى - في سباق 800 متر.

## صيغة المسابقة
استمر الحدث في استخدام صيغة الجولات الثلاث التي تم تقديمها في 2012.

## الأرقام القياسية
قبل هذه المنافسة، كانت الأرقام القياسية العالمية والإقليمية الحالية على النحو التالي.
| الرقم القياسي العالمي  | يارميلا كراتوشفيلوفا (TCH)             | 1:53.28 | ميونخ، ألمانيا الغربية                      | 26 يوليو 1983 |
| الرقم القياسي الأولمبي | ناديجدا أوليزارينكو (الاتحاد السوفيتي) | 1:53.43 | موسكو، جمهوريات الاتحاد السوفياتي الاشتراكي | 27 يوليو 1980 |
| أفضل رقم في الموسم     | آثينغ مو (USA)                         | 1:56.07 | يوجين (أوريغون)، الولايات المتحدة           | 27 يونيو 2021 |

| المنطقة                                                     |            |                      |               |
| المنطقة                                                     | الوقت (ث)  | الرياضي              | الدولة        |
| ----------------------------------------------------------- | ---------- | -------------------- | ------------- |
| إفريقيا (الأرقام القياسية)                                  | 1:54.01    | باميلا جيليمو        | كينيا         |
| آسيا (الأرقام القياسية)                                     | 1:55.54    | ليو دونغ             | الصين         |
| أوروبا (الأرقام القياسية)                                   | 1:53.28 WR | يارميلا كراتوشفيلوفا | تشيكوسلوفاكيا |
| أمريكا الشمالية والوسطى و البحر الكاريبي (الأرقام القياسية) | 1:54.44    | أنا فيديليا كيروت    | كوبا          |
| أوقيانوسيا (الأرقام القياسية)                               | 1:58.09    | كاترينا بيسيت        | أستراليا      |
| أمريكا الجنوبية (الأرقام القياسية)                          | 1:56.58    | ليتيتيا فريزد        | سورينام       |

تم تسجيل الأرقام الوطنية التالية خلال البطولة:
| البلد                      | رياضي           | جولة        | زمن     | ملاحظات |
| -------------------------- | --------------- | ----------- | ------- | ------- |
| فنلندا                     | سارا كويفيستو   | التصفيات    | 2:00.15 |         |
| فنلندا                     | سارا كويفيستو   | نصف النهائي | 1:59.41 |         |
| الولايات المتحدة الأمريكية | أثينغ مو        | النهائي     | 1:55.21 |         |
| بريطانيا العظمى            | كيلي هودجكينسون | النهائي     | 1:55.88 |         |

## الجدول الزمني
جميع الأوقات هي توقيت اليابان (UTC+9)
سابقات ال 800 متر للسيدات أقيمت على مدار ثلاثة أيام منفصلة.
| التاريخ                | الوقت | الجولة      |
| ---------------------- | ----- | ----------- |
| الجمعة، 30 يوليو 2021  | 9:00  | الجولة 1    |
| السبت، 31 يوليو 2021   | 19:00 | نصف النهائي |
| الثلاثاء، 3 أغسطس 2021 | 19:25 | النهائي     |

## النتائج

### التصفيات
قواعد التأهل: أول 3 في كل تصفية (Q) و6 الأسرع التاليين (q) يتأهلون إلى نصف النهائي.

#### السباق 1
| الترتيب | الرياضية       | الدولة   | الوقت   | الملاحظات |
| ------- | -------------- | -------- | ------- | --------- |
| 1       | رينيل لاموت    | فرنسا    | 2:01.92 | Q         |
| 2       | ويني نانيوندو  | أوغندا   | 2:02.02 | Q         |
| 3       | لور هوفمان     | سويسرا   | 2:02.05 | Q         |
| 4       | أنجيليكا سارنا | بولندا   | 2:02.18 |           |
| 5       | مادلين كيلي    | كندا     | 2:02.39 |           |
| 6       | مورغان ميتشيل  | أستراليا | 2:05.44 |           |
|         | ليغا فيلفير    | لاتفيا   | DNF     |           |

#### السباق 2
| الترتيب | الرياضية      | الدولة                                                  | الزمن   | الملاحظات |
| ------- | ------------- | ------------------------------------------------------- | ------- | --------- |
| 1       | ناتوجا جول    | جامايكا                                                 | 1:59.83 | Q         |
| 2       | نولي ياريجو   | بنين                                                    | 2:00.11 | SB، Q     |
| 3       | هيدا هيني     | النرويج                                                 | 2:00.76 | Q         |
| 4       | حليمة نكاعي   | أوغندا                                                  | 2:00.92 | q         |
| 5       | كاتارينا ترست | ألمانيا                                                 | 2:00.99 | q         |
| 6       | يوني سوم      | كينيا                                                   | 2:03.00 |           |
| 7       | ناديا باور    | جزيرة أيرلندا                                           | 2:03.74 |           |
| 8       | روز لوكونين   | فريق الرياضيين الأولمبيين اللاجئين في الألعاب الأولمبية | 2:11.87 | NR        |

#### السباق 3
| الترتيب | الرياضية            | الجنسية          | الزمن   | الملاحظات |
| ------- | ------------------- | ---------------- | ------- | --------- |
| 1       | آثينغ مو            | الولايات المتحدة | 2:01.10 | Q         |
| 2       | هابيتام أليمو       | إثيوبيا          | 2:01.20 | Q         |
| 3       | يوانا يوزفيك        | بولندا           | 2:01.87 | Q         |
| 4       | ميليسا بيشوب-نرياغو | كندا             | 2:02.11 |           |
| 5       | كريستينا هيرينغ     | ألمانيا          | 2:02.23 |           |
| 6       | بيانكا بارثا-كيري   | المجر            | 2:02.82 |           |
| 7       | لويز شاناهان        | جزيرة أيرلندا    | 2:03.57 |           |

#### السباق 4
| الترتيب | الرياضية            | الدولة           | الزمن   | ملاحظات |
| ------- | ------------------- | ---------------- | ------- | ------- |
| 1       | رايفين روجرز        | الولايات المتحدة | 2:01.42 | Q       |
| 2       | كيلي هودجكينسون     | بريطانيا العظمى  | 2:01.59 | Q       |
| 3       | ماري موراء          | كينيا            | 2:01.66 | Q       |
| 4       | نتسانيت ديستا       | إثيوبيا          | 2:01.98 |         |
| 5       | ليندسي بتروورث      | كندا             | 2:02.45 |         |
| 6       | آنا فيلغوس          | بولندا           | 2:03.20 |         |
| 7       | سيوفرا كليغيه بوتنر | جزيرة أيرلندا    | 2:04.62 |         |
| 8       | نيمالي واليوارشا    | سريلانكا         | 2:10.23 |         |

#### السباق 5
| الترتيب | الرياضية         | الدولة                  | الزمن          | الملاحظات |
| ------- | ---------------- | ----------------------- | -------------- | --------- |
| 1       | روز ماري ألمانزا | كوبا                    | 2:00.71        | Q         |
| 2       | ديبورا رودريغيز  | الأوروغواي              | 2:00.90        | Q         |
| 3       | رباب عرافي       | المغرب                  | 2:00.96 (.957) | Q         |
| 4       | ألكساندرا بيل    | بريطانيا العظمى         | 2:00.96 (.960) | q         |
| 5       | كاترينا بيسيت    | أستراليا                | 2:01.65        |           |
| 6       | ديليا سكلاباس    | سويسرا                  | 2:03.03        |           |
| 7       | شفيقة مالوني     | سانت فينسنت والغرينادين | 2:07.89        |           |
| 8       | دجاميلا تافاريس  | ساو تومي وبرينسيب       | 2:16.72        | PB        |

#### السباق 6
| الترتيب | الرياضية             | الدولة           | الزمن   | الملاحظات |
| ------- | -------------------- | ---------------- | ------- | --------- |
| 1       | جيما ريكي            | بريطانيا العظمى  | 1:59.97 | Q         |
| 2       | آجاي ويلسون          | الولايات المتحدة | 2:00.02 | Q         |
| 3       | وانغ تشونيو          | الصين            | 2:00.05 | Q         |
| 4       | سارا كويفيستو        | فنلندا           | 2:00.15 | q، NR     |
| 5       | إيلينا بيلو          | إيطاليا          | 2:01.07 | q         |
| 6       | ناتاليا روميرو       | إسبانيا          | 2:01.16 | q، PB     |
| 7       | غابرييلا غاجانوفا    | سلوفاكيا         | 2:01.41 | SB        |
| 8       | إميلي تشيروتيتش تيوي | كينيا            | 2:08.08 |           |

### نصف النهائي
قواعد التأهل: أول 2 في كل سباق (Q) و2 الأسرع التالية (q) يتأهلون إلى النهائي.

#### التصفيات 1
| الترتيب | الرياضية     | الدولة           | الزمن   | الملاحظات |
| ------- | ------------ | ---------------- | ------- | --------- |
| 1       | ناتَويا غولي  | جامايكا          | 1:59.57 | Q         |
| 2       | جيما ريكي    | بريطانيا العظمى  | 1:59.77 | Q         |
| 3       | ماري مورَا    | كينيا            | 2:00.47 |           |
| 4       | أجي ويلسون   | الولايات المتحدة | 2:00.79 |           |
| 5       | يوانا يوزفيك | بولندا           | 2:02.32 |           |
| 6       | إيلينا بيلو  | إيطاليا          | 2:02.35 |           |
| 7       | هيدا هاين    | النرويج          | 2:02.38 |           |
| 8       | حليمة نكاي   | أوغندا           | 2:04.44 |           |

#### التصفيات 2
| الترتيب | الرياضية       | الدولة           | الزمن   | الملاحظات |
| ------- | -------------- | ---------------- | ------- | --------- |
| 1       | أثينج مو       | الولايات المتحدة | 1:58.07 | Q         |
| 2       | هابين أليمو    | إثيوبيا          | 1:58.40 | Q         |
| 3       | Alexandra Bell | بريطانيا العظمى  | 1:58.83 | q         |
| 4       | لور هوفمان     | سويسرا           | 1:59.38 |           |
| 5       | رينيل لاموت    | فرنسا            | 1:59.40 |           |
| 6       | سارا كويفستو   | فنلندا           | 1:59.41 | NR        |
| 7       | نويلي ياريغو   | بنين             | 2:01.41 |           |
| 8       | ناتاليا روميرو | إسبانيا          | 2:01.52 |           |

#### التصفيات 3
| الترتيب | الرياضية         | الدولة           | الزمن   | الملاحظات |
| ------- | ---------------- | ---------------- | ------- | --------- |
| 1       | كيلي هودجكينسون  | بريطانيا العظمى  | 1:59.12 | Q         |
| 2       | وانغ تشونيو      | الصين            | 1:59.14 | Q، PB     |
| 3       | رايفين روجرز     | الولايات المتحدة | 1:59.28 | q         |
| 4       | روز ماري ألمانزا | كوبا             | 1:59.65 |           |
| 5       | ويني نانيوندو    | أوغندا           | 1:59.84 | SB        |
| 6       | رباب عرافي       | المغرب           | 1:59.86 |           |
| 7       | ديبورا رودريغيز  | الأوروغواي       | 2:01.76 |           |
| 8       | كاثرينا تراوست   | ألمانيا          | 2:02.14 |           |

### النهائي
| الترتيب | الرياضية        | الدولة           | الزمن   | الملاحظات |
| ------- | --------------- | ---------------- | ------- | --------- |
| الأول   | أثينغ مو        | الولايات المتحدة | 1:55.21 | NR AJR    |
| الثاني  | كيلي هودجكينسون | بريطانيا العظمى  | 1:55.88 | NR AJR    |
| الثالث  | رايفين روجرز    | الولايات المتحدة | 1:56.81 | PB        |
| 4       | جيما ريكي       | بريطانيا العظمى  | 1:56.90 | PB        |
| 5       | وانغ تشونيو     | الصين            | 1:57.00 | PB        |
| 6       | هابيتام أليمو   | إثيوبيا          | 1:57.56 | SB        |
| 7       | Alexandra Bell  | بريطانيا العظمى  | 1:57.66 | PB        |
| 8       | ناتوية جول      | جامايكا          | 1:58.26 |           |